# Olympische Sommerspiele 1996/Teilnehmer (Albanien)
| Gelbes Symbol für Goldmedaillen mit stilisierten Olympischen Ringen | Graues Symbol für Silbermedaillen mit stilisierten Olympischen Ringen | Braundes Symbol für Bronzemedaillen mit stilisierten Olympischen Ringen |
| ------------------------------------------------------------------- | --------------------------------------------------------------------- | ----------------------------------------------------------------------- |
| —                                                                   | —                                                                     | —                                                                       |

Albanien nahm bei den Olympischen Sommerspielen 1996 in der US-amerikanischen Metropole Atlanta mit sieben Sportlern, vier Frauen und drei Männern, in sieben Wettbewerben in fünf Sportarten teil.
Seit 1972 war es die dritte Teilnahme Albaniens bei Olympischen Sommerspielen.

## Flaggenträger
Die Leichtathletin Mirela Maniani-Tzelili trug die Flagge Albaniens während der Eröffnungsfeier am 19. Juli im Centennial Olympic Stadium.

## Teilnehmer nach Sportarten

### Gewichtheben
| Athleten     | Wettbewerb              | Reißen   | Reißen | Stoßen  | Stoßen | Zweikampf | Zweikampf | Rang |
| Athleten     | Wettbewerb              | Gewicht  | Rang   | Gewicht | Rang   | Gewicht   | Rang      | Rang |
| ------------ | ----------------------- | -------- | ------ | ------- | ------ | --------- | --------- | ---- |
| Männer       |                         |          |        |         |        |           |           |      |
| Ilirian Suli | Mittelgewicht bis 76 kg | 147,5 kg | 14     | 175 kg  | 15     | 322,5 kg  | 14        | 14   |

### Leichtathletik
Springen und Werfen
| Athleten       | Wettbewerb | Qualifikation | Qualifikation | Finale        | Finale        | Rang |
| Athleten       | Wettbewerb | Weite/Höhe    | Rang          | Weite/Höhe    | Rang          | Rang |
| -------------- | ---------- | ------------- | ------------- | ------------- | ------------- | ---- |
| Frauen         |            |               |               |               |               |      |
| Vera Bitanji   | Dreisprung | 12,82 m       | 25            | ausgeschieden | ausgeschieden | 25   |
| Mirela Manjani | Speerwurf  | 55,64 m       | 24            | ausgeschieden | ausgeschieden | 24   |

### Radsport

#### Straße
| Athleten     | Wettbewerb    | Zeit | Rang |
| ------------ | ------------- | ---- | ---- |
| Männer       |               |      |      |
| Besnik Musaj | Straßenrennen | DNF  | DNF  |

### Ringen

#### Freier Stil
Legende: G = Gewonnen, V = Verloren, S = Schultersieg
| Athleten          | Wettbewerb        | 1. Runde | 1. Runde | 2. Runde      | 2. Runde      | Achtelfinale  | Achtelfinale  | Viertelfinale | Viertelfinale | Halbfinale    | Halbfinale    | Hoffnungsrunde 1 | Hoffnungsrunde 1 | Hoffnungsrunde 2 | Hoffnungsrunde 2 | Hoffnungsrunde 3 | Hoffnungsrunde 3 | Hoffnungsrunde 4 | Hoffnungsrunde 4 | Hoffnungsrunde 5 | Hoffnungsrunde 5 | Hoffnungsrunde 6 | Hoffnungsrunde 6 | Finale        | Finale        | Rang |
| Athleten          | Wettbewerb        | Gegner   | Ergebnis | Gegner        | Ergebnis      | Gegner        | Ergebnis      | Gegner        | Ergebnis      | Gegner        | Ergebnis      | Gegner           | Ergebnis         | Gegner           | Ergebnis         | Gegner           | Ergebnis         | Gegner           | Ergebnis         | Gegner           | Ergebnis         | Gegner           | Ergebnis         | Gegner        | Ergebnis      | Rang |
| ----------------- | ----------------- | -------- | -------- | ------------- | ------------- | ------------- | ------------- | ------------- | ------------- | ------------- | ------------- | ---------------- | ---------------- | ---------------- | ---------------- | ---------------- | ---------------- | ---------------- | ---------------- | ---------------- | ---------------- | ---------------- | ---------------- | ------------- | ------------- | ---- |
| Männer            |                   |          |          |               |               |               |               |               |               |               |               |                  |                  |                  |                  |                  |                  |                  |                  |                  |                  |                  |                  |               |               |      |
| Shkëlqim Troplini | Klasse bis 100 kg | O. Ladik | V 0:7    | ausgeschieden | ausgeschieden | ausgeschieden | ausgeschieden | ausgeschieden | ausgeschieden | ausgeschieden | ausgeschieden | D. Məhəmmədov    | V 0:10           | ausgeschieden    | ausgeschieden    | ausgeschieden    | ausgeschieden    | ausgeschieden    | ausgeschieden    | ausgeschieden    | ausgeschieden    | ausgeschieden    | ausgeschieden    | ausgeschieden | ausgeschieden | 18   |

### Schießen
| Athleten        | Wettbewerb        | Qualifikation   | Qualifikation | Finale          | Finale        | Gesamt | Rang |
| Athleten        | Wettbewerb        | Ringe/ Scheiben | Rang          | Ringe/ Scheiben | Rang          | Gesamt | Rang |
| --------------- | ----------------- | --------------- | ------------- | --------------- | ------------- | ------ | ---- |
| Frauen          |                   |                 |               |                 |               |        |      |
| Djana Mata      | 25 m Sportpistole | 575             | 20            | ausgeschieden   | ausgeschieden | 575    | 20   |
| Enkelejda Shehu | 25 m Sportpistole | 576             | 15            | ausgeschieden   | ausgeschieden | 576    | 15   |
| Djana Mata      | 10 m Luftpistole  | 363             | 38            | ausgeschieden   | ausgeschieden | 363    | 38   |
| Enkelejda Shehu | 10 m Luftpistole  | 377             | 21            | ausgeschieden   | ausgeschieden | 377    | 21   |